# Lolita (orca)

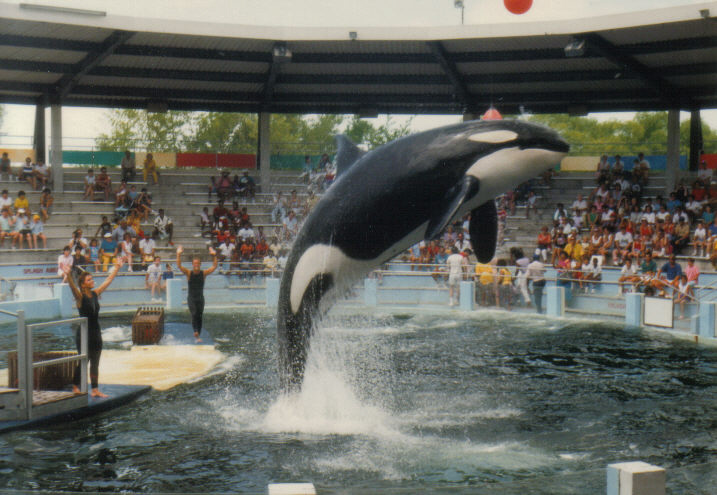
Lolita performando no Miami Seaquarium

Lolita foi uma orca de 20 pés de comprimento (6 m), 7, 000 libras (3,200 kg) que viveu no Miami Seaquarium de 1970 a 18 de agosto de 2023.

## Vida inicial
Em 8 de agosto de 1970 Lolita foi pega em Penn Cove, Puget Sound, Washington. Ela foi uma de sete jovens baleias vendidas para parques marítimos ao redor do mundo de uma reunião de cerca de 80 orcas conduzida por Ted Griffin e Don Goldsberry, parceiros em uma operação de captura conhecida como Namu, Inc. Tokitae, com ela foi originalmente nomeada, foi comprada pela veterinária do Seaquarium, Dra. Jesse White por cerca de $20,000. Ao chegar para o Seaquarium, Lolita se juntou a outra Orca Residente do Sul nomeada Hugo que foi capturada algum tempo antes de Lolita e tinha vivido no parque dois anos antes de sua chegada. Tokitae foi renomeada Lolita "após a heroína no romance de Vladimir Nabokov".

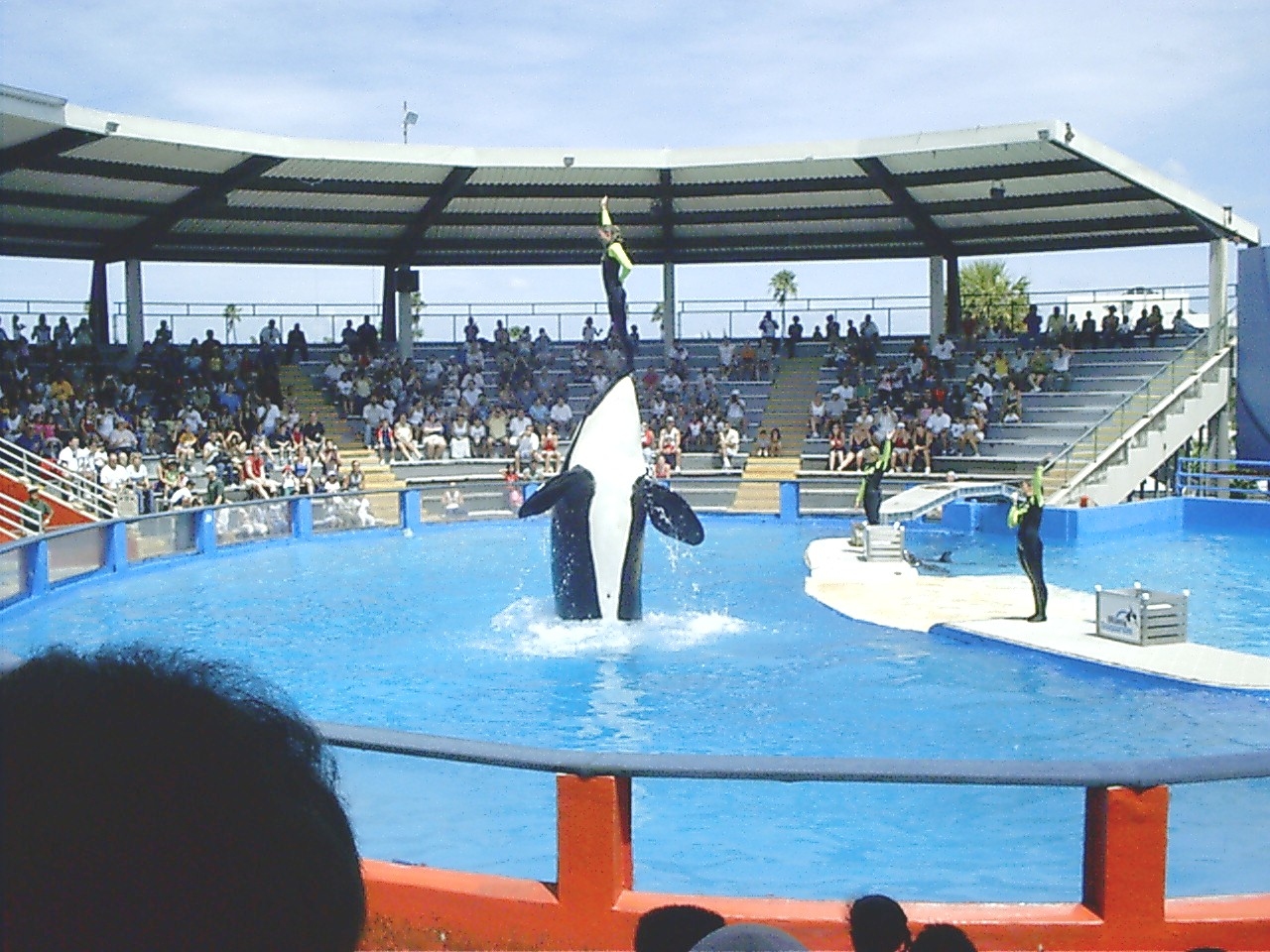
Lolita, a Orca Assassina

Ela e Hugo viveram juntos por 10 anos em o que é conhecido como a Whale Bowl, um tanque de 80 por 35 pés (24 por 11 m) por 20 pés (6 m) de profundidade. Mesmo embora o par acasalasse muitas vezes (uma ao ponto de suspender os shows) os dois nunca produziram qualquer prole. Hugo morreu em 4 de março de 1980. Desde então, Lolita viveu no Whale Bowl com um par de Golfinhos-de-Laterais-Brancas-do-Pacífico.

## Controvérsia
Enquanto Lolita era a principal atração do Seaquarium, ela atraíu atenção de grupos de direitos dos animais e ativistas anti-catividade. Em 2003 Lolita foi o assunto do documentário Lolita: Slave to Entertainment em qual muitos ativistas anti-catividade, mais notavelmente Ric O'Barry (ex-treinador de Flipper), argumentando suas condições e expressando uma esperança de que ela poderia ser reintroduzida para a natureza. Protestantes assertam que o Seaquarium estava treinando Lolita cruelmente.
Lolita tinha aproximadamente 21 pés (6.4 m) de comprimento e 7,000 libras. Pelas diretrizes, o tanque para uma orca assassina do tamanho de Lolita deve ser um mínimo de 48 pés (15 m) de largura em qualquer direção com uma linha direta de viagem através do meio. O tanque de Lolita era apenas de 35 pés (11 m) de largura do muro da frente para a deslizante (ilha trabalhada) barreira*. Tinha 20 pés (6.1 m) de profundidade no ponto mais profundo e uns meros 12 pés (3.7 m) de profundidade ao redor das bordas.
Em 17 de janeiro de 2015, centenas de protestantes de todo o redor do mundo reuniram-se do lado de fora do Seaquarium para pedir pela soltura de Lolita, e pedir para outros apoiadores mundialmente para twittar #FreeLolita no Twitter.

## Casos legais
Em novembro de 2011, Animal Legal Defense Fund (ALDF), PETA, e três indivíduos abriram uma ação judicial contra o National Marine Fisheries Service (NMFS) para finalizar a exclusão de Lolita da Endangered Species Act (ESA) das orcas Residentes do Pacífico Sul Noroeste. NMFS revisou a petição conjunta, junto com as centenas de comentários submetidos pelo público e encontraram a petição merecida. Em fevereiro de 2015, a NOAA anunciou que isso emitiria uma regra para incluir Lolita na lista de espécies ameaçadas. Embora a população de Orcas da qual ela foi levada seja listada como ameaçada, como um animal cativo, Lolita foi isentada desta classificação. Esta mudança não impacta em sua catividade no Miami Seaquarium.
Em 18 de março de 2014 um juiz rejeitou o caso da ALDF desafiando a licença de Animal Welfare do Miami Seaquarium para exibir orcas cativas.
Em junho de 2014 ALDF abriu uma nota de apelação da decisão da Corte Distrital que considerou que USDA não tinha violado a lei quando renovou a licença AWA do exibidor do Miami Seaquarium.